# Érik Vera
Érik Vera Franco (Città del Messico, 24 marzo 1992) è un calciatore messicano, difensore svincolato.

## Caratteristiche tecniche
È un terzino sinistro.

## Carriera
Cresciuto nel settore giovanile del Pumas UNAM, ha esordito in prima squadra il 30 gennaio 2011 disputando l'incontro di Primera División vinto 3-2 contro il Monterrey.